# Napalm

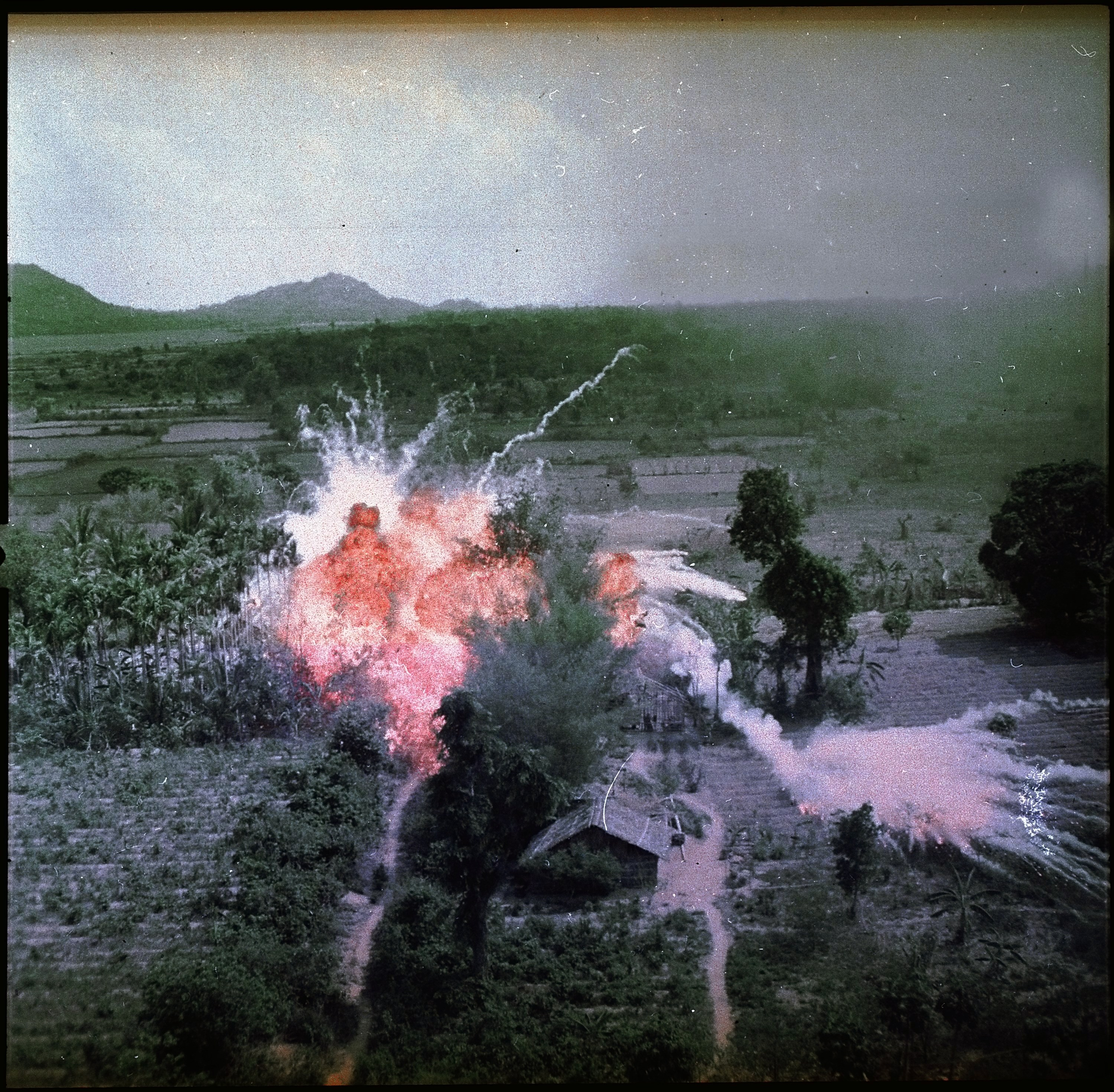
Eksplozje bomb napalmowych w jednym z ośrodków Vietcongu położonym na południe od Sajgonu, 1965

Napalm – substancja stosowana do zagęszczania lekkich paliw ciekłych w celu skuteczniejszego stosowania ich jako bojowych środków zapalających. Tej samej nazwy używa się również w odniesieniu do gotowej zagęszczonej mieszaniny paliwowej.
Napalmy, dzięki swojej konsystencji, mają zwiększoną przyczepność do podpalanych powierzchni, a jednocześnie słabiej rozpryskują się, wolniej ściekają i gorzej wsiąkają. Wszystko to powoduje, że są bardzo trudne do ugaszenia. Skuteczne są nawet na powierzchniach wilgotnych, pionowych oraz mocno wsiąkliwych (jak piasek). Palą się także na powierzchni wody.
Pierwsze wersje napalmów były mieszaninami organicznych soli glinu (np. soli kwasów naftenowego, stearynowego, laurynowego, oleinowego czy palmitynowego; stąd nazwa substancji). Sole te były galaretowatymi substancjami, dodawanymi do benzyn. Z czasem do benzyn zaczęto dodawać benzen, jako substancję zagęszczającą zaczęto stosować polistyreny oraz dodawano środki zwiększające zapalność.
Temperatura spalania pierwszych napalmów to 800–1000 °C, późniejszych nawet 1200 °C. Czasami wydziela się toksyczny dym, podrażniający oczy i układ oddechowy.
Napalm, jako bojowy środek zapalający, został po raz pierwszy użyty przez wojska amerykańskie w II wojnie światowej podczas bitwy o wyspę Tinian, dokładnie 22 lipca 1944 r., później podczas wojny domowej w Grecji przeciw partyzantom oraz na masową skalę w Korei i Wietnamie. Stosuje się go w miotaczach ognia i bombach lotniczych, rzadziej pociskach artyleryjskich i rakietowych.
Napalmy samozapalające (zawierają najczęściej trietyloglin) charakteryzują się zdolnością do natychmiastowego samozapłonu w zetknięciu z powietrzem.
Przed wynalezieniem napalmu jako mieszaniny zapalające o podobnych cechach fizycznych stosowano mieszaniny benzyny z naftą lub olejami silnikowymi.
Substancją o podobnych właściwościach i składzie do napalmu, ale jeszcze wyższej temperaturze spalania, jest pirożel, który jest mieszaniną wzbogaconą o środki utleniające oraz podwyższające temperaturę spalania.